# Interfront (Donbas)
Interfront Donbasu, właśc. Międzynarodowy Ruch Donbasu (ros. Интернациональное Движение Донбасса) – organizacja społeczno-polityczna utworzona na terytorium obwodów ługańskiego i donieckiego w Ukraińskiej SRR, a potem na niepodległej Ukrainie. Zrzeszała mieszkańców Donbasu, którzy sprzeciwiali się secesji Ukrainy z ZSRR, a potem walczyła o przyznanie temu regionowi specjalnego autonomicznego statusu.

## Historia
Donbaski interfront został założony 18 listopada 1990 roku przez donieckiego historyka i politologa Dmitrija Korniłowa. Podobnie jak analogiczne organizacje istniejące w innych regionach ZSRR (jak Litwa, Łotwa, Estonia czy Mołdawia) zrzeszał mieszkańców opowiadających się przeciwko popieranych przez większość rezydentów tych republik ruchach niepodległościowych, tym samym był on zdominowany przez ludność rosyjską bądź rosyjskojęzyczną. Jednak w przeciwieństwie do wcześniej przytoczonych organizacji, Interfront w Donbasie miał dużo mniejsze wpływy w regionie.
W czasie powstania Interfront za główny cel postawił sobie pozostanie Ukrainy w granicach Związku Radzieckiego. Jednak niecały rok później secesja tego państwa stała się faktem, więc od tego czasu organizacja dążyła do przekształcenia Ukrainy w państwo federalne, gdzie Donbas miał posiadać swego rodzaju niezależność od rządu w Kijowie. Według Korniłowa miało to być konieczne dla uniknięcia "przymusowej ukrainizacji" i zachowania tożsamości regionu. Interfront prowadził agitację poprzez rozdawanie ulotek i informowanie o historii Doniecko-Krzyworoskiej Republiki Radzieckiej istniejącej w latach 1918-1919, do której często odnosili się działacze organizacji. Ponadto podkreślano wielonarodowy charakter Donbasu na przestrzeni lat. W 1992 roku utworzono organizację młodzieżową - Молодежная лига Интердвижения. Rok później organizacja urosła w siłę po tym jak po jej stronie stanęli donieccy górnicy, którzy sprzeciwiali się reformom prezydenta Krawczuka. Interfront był wtedy wspierany przez postkomunistyczną Socjalistyczną Partię Ukrainy. W 1995 Korniłow oddał stanowisko przewodniczącego dziennikarzowi Siergiejowi Czepikowi. W kolejnych latach organizacja schodziła na margines, a w 2003 roku rozwiązano ją.

## Flaga
Interfront ustanowił swoją własną, czerwono-niebiesko-czarną flagę. Koncept flagi Donbasu powstał, gdy cały kraj debatował nad sztandarem przyszłej Ukrainy, gdzie istniały dwie propozycje - czerwono-niebieska (flaga Ukraińskiej SRR bez sierpa i młota) i niebiesko-żółta (flaga Ukraińskiej Republiki Ludowej istniejącej w latach 1917-1921). Interfront stanął po stronie tej pierwszej, dodając czarny pasek symbolizujący górnictwo regionu. Po upadku organizacji zmodyfikowaną flagę przejął ruch społeczno-polityczny "Republika Doniecka", a później posłużyła ona za inspirację dla Donieckiej Republiki Ludowej.

## Kontrowersje
Według Olega Kaługina, b. agenta KGB, donbaski Interfront, tak jak cała reszta podobnych mu proradzieckich i prorosyjskich organizacji, został stworzony i kierowany przez wywiad w celu stworzenia przeciwwagi dla ruchów narodowych. Jego zdaniem "międzynarodowość" organizacji istniała tylko w nazwie, ponieważ w rzeczywistości realizowała ona rosyjskie marzenia imperialne.